# Пчелско
Пчелско или Селско (грч. Κυψέλη, до 1926. грч. Ψέλτσκο) је насељено место у општини Нестрам у периферији Западна Македонија, Грчка. Према попису из 2021. године било је 58 становника.
Према бугарском географу и историчару, Василу Канчову, у Пчелску је 1900. године живело 680 Грка. Некада је Пчелско било словенско насеље, али је у немирним временима напуштено, да би касније било насељено грчким сточарима из Епира.